# Butão nos Jogos Olímpicos de Verão de 1996
Butão participou dos Jogos Olímpicos de Verão de 1996 em Atlanta, Estados Unidos.